# Nokalakevi
Nokalakevi (Georgisch: ნოქალაქევი) is een dorp en archeologische vindplaats in het westen van Georgië, gelegen in de gemeente Senaki van de regio Samegrelo-Zemo Svaneti. De nederzetting ligt ongeveer 14 kilometer ten noordoosten van het gemeentelijk centrum Senaki op ongeveer 110 meter boven zeeniveau aan de rivier Techoeri. Het dorp is gesitueerd langs de noordelijke rand van het Colchis-laagland en de oostelijke rand van het Odisji-plateau.  

## Geschiedenis

Kaart van Lazika.

Nokalakevi is tegenwoordig voornamelijk een archeologische vindplaats, die ongeveer twintig hectare beslaat, met ruïnes van het voormalige fort dat op deze plaats stond. De plaats was in de 4de-8ste eeuw de hoofdstad van het koninkrijk Egrisi (Lazika). Het stond bij vroeg-Byzantijnse historici bekend als Archæopolis, en bij de naburige Georgische (Kartliaanse) kroniekschrijvers als Tsichegodzji, of het fort van Koedzji. Dit was een Colchiaanse heerser (eristavi). Archeologisch onderzoek heeft uitgewezen dat de plaats reeds in het begin van het 1e millennium v.Chr. was bewoond.
Het fort is aan de route naar Martvili gelegen, bij een belangrijke oversteek van de rivier de Techoeri. Deze route kruist hier met een ooit strategisch belangrijke route die nog steeds noordwaarts door de heuvels slingert naar Tsjchorotskoe, in het centrum van Mingrelië. Nokalakevi speelde in de zesde eeuw na Christus een rol in de grote oorlogen in de zuidelijke Kaukasus tussen de Byzantijnen en de Sassaniden. Het was een van de belangrijkste forten die Lazika bewaakten tegen aanvallen van de Sassaniden, Perzen en het koninkrijk Iberië. 
De vroeg-Byzantijnse verdedigingswerken van Nokalakevi profiteerden van de ligging in een lus van de rivier Techoeri, die op deze plek een kloof heeft uitgesneden door het kalksteen. Het steile en ruige terrein ten noorden van de locatie maakte de daar gevestigde citadel vrijwel onaantastbaar. Een muur verbond deze 'bovenstad' met de 'benedenstad', waar stenen gebouwen uit de vierde tot zesde eeuw na Christus door opgravingen werden blootgelegd. Onder deze lagen uit de laat-Romeinse periode zijn aanwijzingen gevonden van verschillende eerdere fasen van bewoning, van de achtste tot de tweede eeuw voor Christus.

## Archeologie

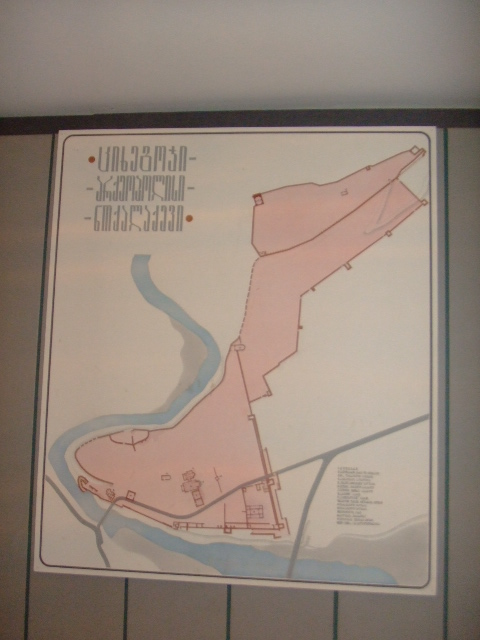
Plattegrond van het fort

De archeologische studie van de vindplaats begon in de decennia vóór de formele Russische annexatie van Mingrelië, met een bezoek van de Zwitserse filoloog Frédéric Dubois de Montpéreux in 1833-4. Hij identificeerde de ruïnes als de Archeopolis van Byzantijnse historici en voerde aan dat de plaats Aia was, de oude hoofdstad van Colchis in de Griekse mythe van de Argonauten. Deze hypothese wakkerde wetenschappelijke belangstelling aan, wat in de 20e eeuw resulteerde in archeologische opgravingen. Ontdekkingen in de jaren 1930 bevestigden het gelijk van Dubois de Montpéreux dat deze plek het historische Archaeopolis was.
Uiteindelijk werd in 1973 een grote door de staat gesteunde expeditie opgezet onder leiding van Parmen Zakaraia. Deze expeditie ondernam grote opgravingen en conserveringswerkzaamheden in Nokalakevi tot het begin van de jaren negentig, toen het uiteenvallen van de Sovjet-Unie en de onrust in de eerste jaren van onafhankelijkheid van Georgië een einde maakten aan de financiering. Grootschalige opgravingen werden in 2001 hervat met een samenwerkingsproject van het S. Dzjanasjia Staatshistorisch Museum (nu het Georgisch Nationaal Museum) en de Cambridge Universiteit.

## Demografie
Van het dorp Nokalakevi zijn weinig oude bevolkingsgegevens bekend. Volgens de volkstelling van 2014 had Nokalakevi 25 inwoners. Het dorp is naamgever van de bestuurlijke dorpsgemeenschap (თემი, temi) dat ook de dorpen Dzjicha, Gachomela, Lebaghatoere en Dzigider omvat. 
| Nokalakevi temi                                  | 1.597 | 1.168 |
| Nokalakevi                                       | 36    | 25    |
| Dzjicha                                          | 405   | 249   |
| Gachomela                                        | 707   | 508   |
| Lebaghatoere                                     | 261   | 248   |
| Dzigider                                         | 188   | 138   |
| Verantwoording data: Volkstellingen 2002 en 2014 |       |       |

## Foto's

Fundamenten en onderruimtes
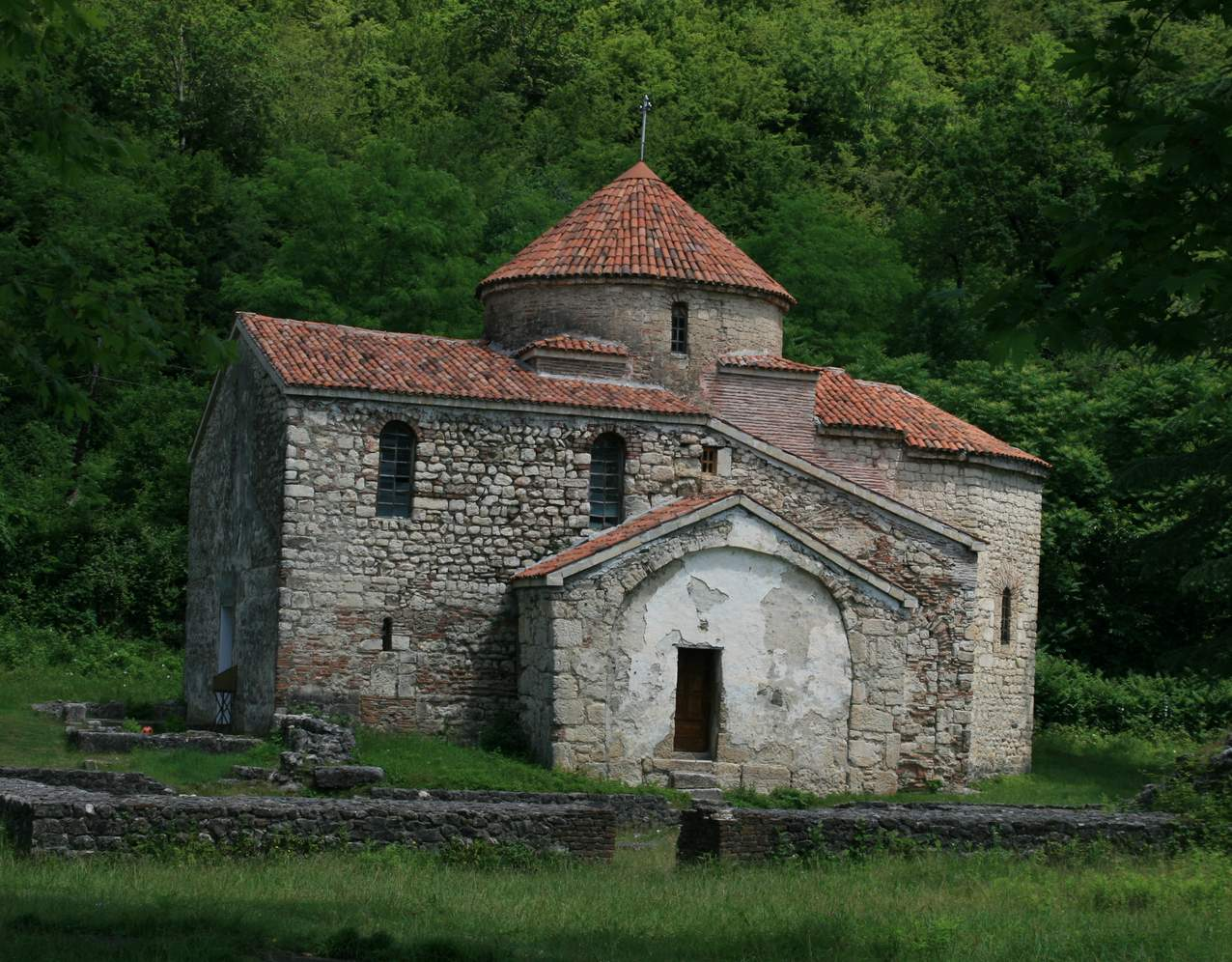
Veertig Martelarenkerk
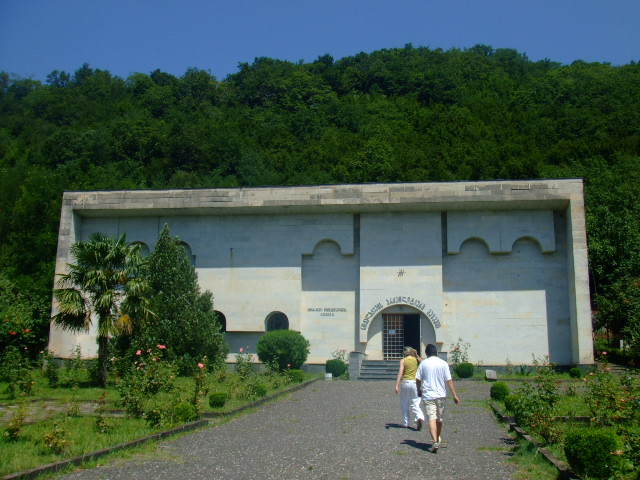
Archeologisch museum
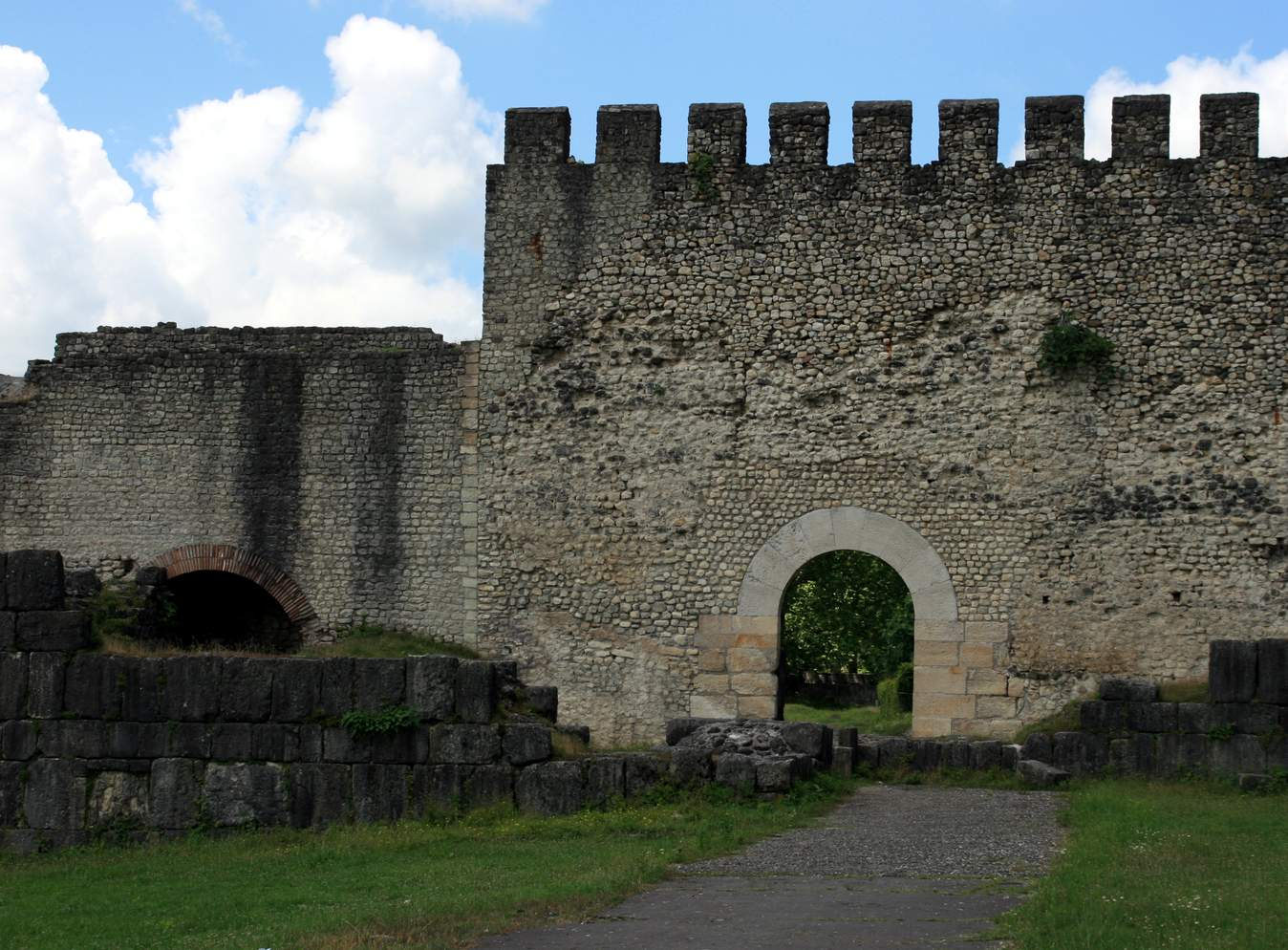
Poort